# アイスランド共和国 (中世)

アイスランド共和国
Þjóðveldið Ísland (アイスランド語)

1590年頃にアブラハム・オルテリウスが描いた地図

アイスランド共和国またはアイスランド自由国（アイスランド語：þjóðveldiðまたはgoðaveldið）は、アイスランド史上、930年のアルシング開設から1262年の古い盟約によるノルウェー王への服従までの時期を指す。Papar（キリスト教の僧）の記録によると、アイスランド島は870年ごろまで無人であった。

## 社会構造
最初の入植者は祖国ノルウェーを基にした地域の法的集会「Þing」を創った。各地の首長は「ゴジ（複数形はgoðar）」と呼ばれ、ゴジの役所はgoðorðと呼ばれた。Goðorðは厳格な地理的境界を持たず、自由民は複数のゴジから支援する者を選ぶことができた。支援者は「Þingmenn（集会の人々）」と呼ばれた。ゴジはÞingmennの利益を守り、Þingmennは紛争の際にゴジに協力した。Þingmennは地域や国の集会への参加も求められた。
地域レベルでは、13の地区のゴジたちが毎年春に集まって紛争を調停した。ゴジは地域の首長として国会に当たるアルシングにも参加した。今日において、アルシングは現存する世界最古の議会制度である。第2世代のÞorsteinn Ingólfssonがキャラルネス議会で行ったものが最古である。キャラルネス議会の指導者達はÚlfljótrにノルウェー法を学ぶ事を命じた。彼はノルウェーで3年学び、後にアイスランド国会の元になるÚlfljótr法を創った。その一部は植民の書に残っている。930年ごろにシンクヴェトリル（集会平野）で最初のアルシングが開催された。毎年6月の2週間、島中から人が集まり議会を行う。アルシングは法を司る組織のLögréttaを中心に行われた。Lögréttaは39人のゴジとその相談役からなり、3年毎に法官（lögsögumaður）を1人選出する。法官はシングヴェトリル中心部の法律の岩の上で、法を暗唱・明確化した。最初の入植者であるインゴールヴル・アルナルソンの子孫は、毎年アルシングで清めの儀式を行う。
アイスランドは4つの行政区画（fjörðungar）に分かれ、それぞれを9人のゴジが治めていた。アルシングは4部議会（'fjórðungsdómur）から構成され、各ゴジが指名する36人の裁判員から構成される。アルシングは地方議会に優越し、圧倒的多数（36人中31人以上）が賛成しなければ廃案になる。1005年に設置された控訴審に相当する第5議会は過半数の賛成で採決となり、この問題が解決された。ただし、アルシングが裁定しても罰を与える機関は存在せず、被害者側が執行を代行する責任を負うこととなっていた。
罰則としては、金銭的賠償や市民権の剥奪があった。しかし、これらの罰則は不十分と考えられており、紛争を調停するにはアルシングが唯一の手段であった。マグヌス・マグヌッソンによると、裁判所は「復讐の不安な代替」であったという。最も重い罰は、市民権の剥奪と3年の流罪であった。
1117年、アイスランドの法律がグレイ・グース法として明文化された。
中世アイスランドの政府の仕組みは主に明文法とÍslendingabók（アイスランド人学者アリの本）から判明している。入植者に法が与えた影響は、アイスランドのサガの主要なテーマである。ニャルス・サガやラクスダラ・サガは詳しく書かれているが、正確性については議論されている。エイルビッギャ・サガには、スノッリ・ゴジの指示によってアイスランド人が自然崇拝からキリスト教へと改宗する様子が記されている。
11世紀から12世紀は首長が領地の農民に依存する状態にあり、権力が縮小していた。
1190年ごろには地域の首長が弱体化し、中央集権化が進んでいった。
1220年ごろには10人から12人の首長による緩やかな連邦国家となっていた。貧農は困窮していたにもかかわらず、一度も反乱を起こすことがなかった。
入植開始から12世紀まで奴隷制が存続した。窃盗犯や負債返済不能者は法的に奴隷の身分に落とされた。奴隷は結婚することや子供を持つことが可能であったが、奴隷階級であり続ける必要があった。12世紀後半には奴隷の数が減少し、15世紀には極めて少数となっていた。

## 戦役
ゴジの支持者には兵役の義務があった。支援者は社会的地位や装備に応じて組織され、レイダング（軍）を構成した。アイスランドの軍事の発展は、ノルウェーのそれに近い歴史を持っている。射出武器を装備して陣形を組む軍団は記録がなく、歩兵部隊に弓兵や投石兵を混ぜて戦っていた。滅亡直前には少なくとも21の要塞や城が島中にあったという。1180年から1264年のストゥルルングス時代には、戦闘に参加する兵士の数は平均で1,000人以下であり、犠牲者の数はそのうちの15%ほどであった。これは社会の血族意識から敗軍への虐殺が不名誉とされたためである。

## 衰退と滅亡
13世紀前半、内紛によって混沌と分断が拡大した。もともとゴジは固定された地域の首長というよりも、契約関係で機能していたにすぎなかった。しかし、1220年までにこの仕組みが廃れ、その代わり、戦闘に参加して土地と領民を奪うという仕組みになっていた。勢力均衡が崩れたため戦争の目的が変わり、社会は不安定になった。
1220年、ノルウェー王はアイスランドの封臣を通して島に圧力をかけ始めた。1240年にはその影響力が強まり、アイスランド人はノルウェー王が首長を決めることを受け入れるようになった。そして、1240年から1260年ごろには、王はアイスランドの権力を統合していった。内乱と外圧の結果、1262年に首長たちはノルウェーのホーコン4世が王であると認めることを古い盟約で誓った。歴史家のSverrir Jakobssonによると、以下の人物がこの盟約の決定に大きな影響をもつという。
- Gissur Þorvaldsson：農民に対し、王に税を支払うことを同意させた。
- Hrafn Oddsson：Gissurに王を補佐するよう圧力を加えた。また、西部の農民を王に従わせた。
- Brandur Jónsson：僧侶。東部の農民を王に従わせた[17]。

1264年までに全ての首長が王への忠誠を誓った。こうしてアイスランド共和国は終焉を迎えることとなった。